# Henri Cassini
Alexandre Henri Gabriel vicomte de Cassini (Párizs, 1781. május 9. – 1832. április 23.) francia botanikus és természetbúvár, aki elsősorban az őszirózsafélék (Asteraceae, akkor használatos elnevezésével Compositae) családjába tartozó fajok kutatására szakosodott. Botanikai szakmunkákban nevének rövidítése: „Cass.”.

## Élete
Ötgyermekes család legfiatalabb gyermekeként született, apja Jean-Dominique, Cassini grófja volt, aki leginkább arról volt nevezetes, hogy befejezte Franciaország azon térképét, melynek készítését még az ő apja, César-François Cassini de Thury francia csillagász, a párizsi obszervatórium igazgatója kezdte meg. Felmenői közé tartozott a neves francia-olasz csillagász, Giovanni Domenico Cassini is, aki felfedezte a Jupiter holdjainak a bolygó felületére vetett árnyékát, a Szaturnusz négy holdját (Iapetus, 1671; Rhea, 1672; Tethys, 1684; Dione, 1684), valamint a róla elnevezett, kör alakú Cassini-rést a Szaturnusz gyűrűjében.
Számos növénytaxont írt le az őszirózsafélék családjából, többségüket Észak-Amerikában. Hatvanöt cikket és tizenegy tanulmányt írt a Nouveau Bulletin des Sciences című folyóiratba 1812 és 1821 között. 1825-ben átsorolta az Asteraceae család Lactuceae tribusába tartozó, észak-amerikai elterjedésű Prenanthes növénynemzetség fajait az újonnan elkülönített Nabalus nemzetségbe. 1828-ban írta le a Dugaldia hoopesii fajt, melyet Dugald Stewart (1753-1828) skót természetbúvárról nevezett el.
Halála után a Cassinia növénynemzetséget az ő emlékére nevezte el Robert Brown skót botanikus.

## Általa leírt növénytaxonok
Néhány növénynemzetség (a teljesség igénye nélkül), melyeket eredetileg ő nevezett el: 
- Abrotanella
- Brachyscome
- Carphephorus
- Celmisia
- Dracopis
- Emilia
- Eurybia
- Euthamia
- Facelis
- Glebionis
- Guizotia
- Heterotheca
- Homogyne
- Ixeris
- hangyabogáncs (Jurinea)
- Ligularia
- Pallenis
- Pluchea
- Sclerolepis
- Youngia

## Fordítás
- Ez a szócikk részben vagy egészben  a   Henri Cassini című angol Wikipédia-szócikk fordításán alapul.  Az eredeti cikk szerkesztőit annak laptörténete sorolja fel. Ez a jelzés csupán a megfogalmazás eredetét és a szerzői jogokat jelzi, nem szolgál a cikkben szereplő információk forrásmegjelöléseként.